# Банд (комуна)
Банд (рум. Band) — комуна у повіті Муреш в Румунії. До складу комуни входять такі села (дані про населення за 2002 рік):
- Іштан-Теу (144 особи)
- Банд (3712 осіб) — адміністративний центр комуни
- Валя-Маре (258 осіб)
- Валя-Рече (297 осіб)
- Дрекуля-Бандулуй (156 осіб)
- Мерешешть (323 особи)
- Негреній-де-Кимпіє (150 осіб)
- Орою (343 особи)
- Петя (245 осіб)
- Финаце (339 осіб)
- Финацеле-Медерашулуй (311 осіб)
- Циптелнік (137 осіб)

Комуна розташована на відстані 273 км на північний захід від Бухареста, 14 км на захід від Тиргу-Муреша, 63 км на схід від Клуж-Напоки, 140 км на північний захід від Брашова.

## Населення
За даними перепису населення 2002 року у комуні проживали 7726 осіб.
Національний склад населення комуни:
| Національність | Кількість осіб | Відсоток |
| -------------- | -------------- | -------- |
| угорці         | 3509           | 45,4%    |
| румуни         | 2868           | 37,1%    |
| цигани         | 1349           | 17,5%    |

Рідною мовою назвали:
| Мова      | Кількість осіб | Відсоток |
| --------- | -------------- | -------- |
| угорська  | 3713           | 48,1%    |
| румунська | 3014           | 39,0%    |
| циганська | 999            | 12,9%    |

Склад населення комуни за віросповіданням:
| Релігія                                       | Кількість осіб | Відсоток |
| --------------------------------------------- | -------------- | -------- |
| реформати                                     | 3786           | 49,0%    |
| православні                                   | 3019           | 39,1%    |
| п'ятдесятники                                 | 598            | 7,7%     |
| римо-католики                                 | 156            | 2,0%     |
| греко-католики                                | 44             | 0,6%     |
| адвентисти                                    | 37             | 0,5%     |
| не релігійні                                  | 10             | 0,1%     |
| унітарії                                      | 6              | 0,1%     |
| бретрени                                      | 6              | 0,1%     |
| старообрядці                                  | 2              | < 0,1%   |
| баптисти                                      | 1              | < 0,1%   |
| лютерани (Синодально-пресвітеріанська церква) | 1              | < 0,1%   |
| атеїсти                                       | 1              | < 0,1%   |
| не вказали релігію                            | 17             | 0,2%     |